# Bodanamari, Chintamani
Bodanamari là một làng thuộc tehsil Chintamani, huyện Kolar, bang Karnataka, Ấn Độ.